# Colline fortifiée
 (décembre 2024).

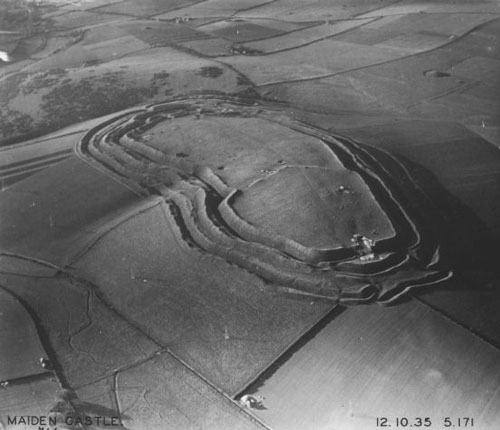
Vue aérienne de Maiden Castle, l'une des plus grandes collines fortifiées d'Europe.

En archéologie, une colline fortifiée est un ouvrage de castramétation ancien, souvent daté de l'âge du fer.

## Description
Une colline fortifiée est constituée d'une colline ou d'un plateau mis en défense par des circonvallations, c’est-à-dire par un ouvrage de terre, composé de fossés et de talus pour des palissades. La plupart du temps un fossé en fait le tour. Il arrive que le système soit plus complexe.
L'enceinte fortifiée se distingue de l'oppidum par l'importance. Elle dépasse rarement deux hectares et ne comporte pas de traces d'habitat.

## Typologie
Le type d'enceinte le plus simple et le plus ancien est constitué par un éperon barré, c’est-à-dire un plateau élevé interrompu par un dénivelé abrupt, que l'on peut couper par un fossé sur son accès arrière afin de mettre en défense la hauteur sur tout son pourtour.
Les enceintes fortifiées les plus courantes sont facilement identifiables par une colline entourée d'un fossé (voir illustration). Les fossés sont destinés à contenir des obstacles, comme un hérisson de broussaille, et jamais de l'eau.
Plusieurs enceintes primitives ont été ultérieurement aménagées et comportent des retranchements successifs. Dans certains cas, elles ont été complétées au Moyen Âge par une motte castrale.

## Archéologie
Beaucoup de collines fortifiées datent de l'âge du fer, notamment en Angleterre. Ce genre de fortification est très répandu. En France il peut porter le nom de camp ou redoute, et est généralement identifié à tort à un « camp romain », pouvant même porter le nom de « camp de César ».
Jules César, dans Commentaires sur la guerre des Gaules, indique : « Ils commencent [les Aquitains], à l'exemple du peuple romain, par prendre leurs positions, par fortifier leur camp, par nous intercepter les vivres. » (Livre III).
Dans certaines régions, comme le pays d'Orthez, la densité de ces enceintes est remarquable, une par commune actuelle environ. Ces enceintes semblent être des refuges temporaires pour les communautés pastorales, plutôt que des villages permanents. Pour la majorité d'entre elles, leur état de conservation montre qu'elles ont été entretenues au cours des siècles. L'importance des terrassements indique qu'elles requéraient une communauté conséquente et durable.